# Secuencia Shine-Dalgarno

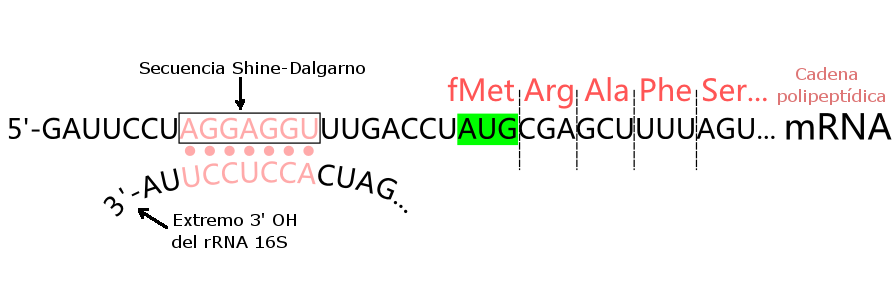
Visual de la secuencia Shine-Dalgarno

La secuencia Shine-Dalgarno es una secuencia de ARN mensajero propia de los transcritos de procariotas. Se trata de una secuencia situada unos 6 o 7 nucleótidos antes del codón de inicio de la traducción, y regula la iniciación de ésta. Posee una secuencia consenso característica: «AGGAGG», que es complementaria a una zona del 3' del ARN ribosomal 16S (denominada «secuencia anti-Shine-Dalgarno» y que posee por tanto la forma «UCCUCC»). La interacción de ambas secuencias posibilita la unión del ribosoma al 5' del ARN mensajero, lo que facilita el reconocimiento del codón de inicio y la subsiguiente síntesis proteica. La secuencia fue descrita por los investigadores australianos John Shine y Lynn Dalgarno en 1975.
En eucariotas no existe una secuencia tan conservada, lo que ha llevado a sugerir que la interacción del ácido ribonucleico con el ribosoma ocurre en regiones próximas al extremo 5', desde donde el ribosoma se desliza hasta encontrar la secuencia Kozak, iniciando la traducción en el codón AUG, contenido en dicha secuencia. 
Las secuencias de Shine-Dalgarno también están presentes en todos los virus que infectan procariotas lo cual es una herramienta que permite separar virus procariotas de virus eucariotas.

## Mutación
Las mutaciones en la secuencia Shine-Dalgarno pueden reducir o aumentar la traducción en procariotas. Este cambio se debe a una reducción o aumento de la eficiencia de emparejamiento de ARNm-ribosoma, como lo demuestra el hecho de que las mutaciones compensatorias en la secuencia de ARNr 16S 3'-terminal pueden restaurar la traducción. 

## Traducción

### Sitio de iniciación
Usando un método desarrollado por Hunt, Shine y Dalgarno demostraron que el tracto de nucleótidos en el extremo 3' del ARNr 16S procariota (es decir, el extremo donde comienza la traducción) es rico en pirimidina y tiene la secuencia específica Y ACCUCCU UA. Propusieron que estos nucleótidos ribosómicos reconozcan la secuencia complementaria rica en purinas AGGAGGU, que se encuentra en el codón de inicio AUG en los ARNm que se encuentran en virus que infectan procariotas. Muchos estudios han confirmado que el emparejamiento de bases entre la secuencia de Shine-Dalgarno en el ARNm y el extremo 3' del ARNr 16S es de suma importancia para el inicio de la traducción por parte de los ribosomas bacterianos. Dada la relación complementaria entre el ARNr y la secuencia de Shine-Dalgarno en el ARNm, se propuso que la secuencia en el extremo 3' del ARNr determina la capacidad del ribosoma procariótico para traducir un gen particular en un ARNm. El emparejamiento de bases entre el extremo 3' del ARNr y la secuencia de Shine-Dalgarno en el ARNm es un mecanismo por el cual la célula puede distinguir entre AUG iniciador y secuencias AUG internas y/o fuera de marco. El grado de apareamiento de bases también juega un papel en la determinación de la tasa de iniciación en diferentes codones de iniciación AUG.

### Terminación
En 1974, Shine y Dalgarno propusieron una función para el extremo 3' del ARNr 16S en el reconocimiento de los tripletes de terminación en sobre la base de las relaciones de complementariedad entre el UUA-OH del terminal 3' en el ARNr 16S y la terminación. El extremo 3' del pequeño ARNr 18S puede desempeñar un papel en la terminación de la síntesis de proteínas mediante el apareamiento de bases complementarias con codones de terminación. En los bacteriófagos, una clase de virus que infecta bacterias, la secuencia que codifica los primeros aminoácidos a menudo contiene tripletes de terminación en los dos marcos de lectura no utilizados. En un comentario sobre este documento, se señaló que el emparejamiento de bases complementarias con el extremo 3' del ARNr 16S podría servir para abortar la formación de enlaces peptídicos después de la iniciación fuera de fase.